# Windhoek-Prosperita
Prosperita, auch Prosperitas, ist eine Vorstadt bzw. ein Stadtteil der namibischen Landeshauptstadt Windhoek, in der Region Khomas gelegen. Sie befindet sich im äußersten Süden des zentralen Stadtgebietes und grenzt im Süden an Windhoek-Cimbebasia. Im Osten grenzt die Vorstadt an Windhoek-Olympia, mit dem Einkaufszentrum Grove Mall, sowie im Norden an Windhoek-Academia.
Im Osten grenzt die Vorstadt an die namibische Nationalstraße B1 und im Norden an den Western Bypass.